# 10BASE5

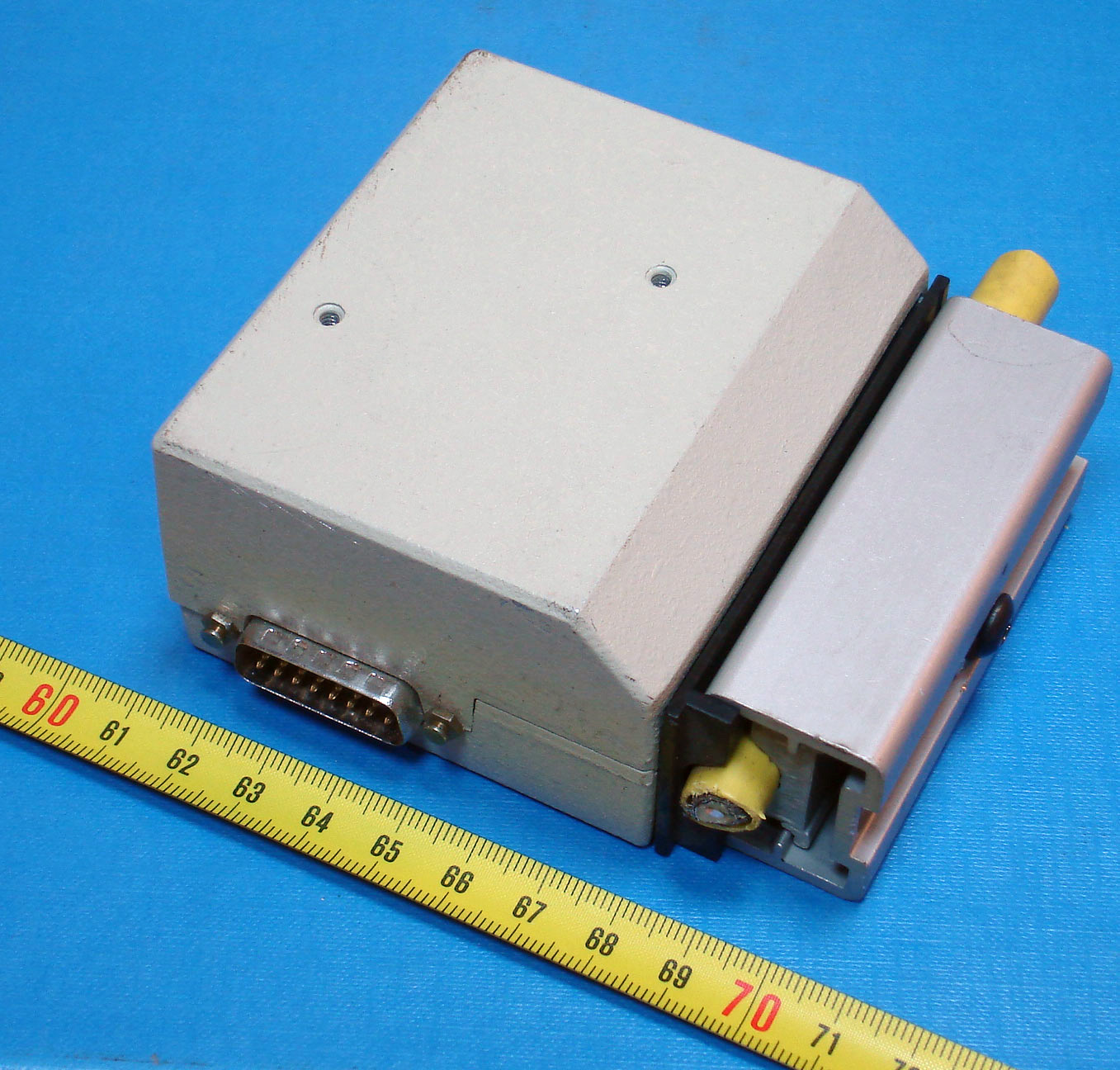
Трансівер («вампірчик») мережі 10base5

10BASE5 (також відомий як англ. thick Ethernet, товстий Ethernet) — оригінальний (перший) «повний варіант» специфікації кабельної системи Ethernet, що використовує спеціальний коаксіальний кабель типу RG-8X. Це твердий кабель, діаметром приблизно 9 мм, із хвильовим опором 50 Ом, із твердою центральною жилою, пористим ізолюючим заповнювачем, захисним плетеним екраном і захисною оболонкою. Зовнішня оболонка, як правило, мала жовто-жовтогаряче фарбування з етилен пропілену ( для вогнестійкості), через що часто використовувався термін «Жовтий Ethernet» або, іноді в жарт, «жовтий замерзлий садовий шланг» (англ. frozen yellow garden hose).
Назва 10BASE-5 походить від деяких фізичних властивостей передавального середовища. Число 10 означає максимальну швидкість передачі даних в 10 Мбіт/с. Слово BASE є скороченням від англ. «baseband», а п'ятірка є першою цифрою числа 500 — максимальної довжини сегмента мережі.
10BASE-5 розрахований так, що можна робити додаткові підімкнення без відімкнення іншої мережі й розриву кабелю. Це досягається використанням т.зв. «тризубців» або «вампірчиків» (англ. vampire tap) — пристрою, який з досить великим зусиллям «прокушував» кабель, при цьому центральний шип контактував із центральною жилою коаксіального кабелю, а два бічні шипи входили в контакт із екраном основного кабелю. Як правило «тризубець» сполучався в одному пристрої із Прийомопередавачем (див. малюнок). Від прийомопередавач до вузла мережі (більша ЕОМ, персональний комп'ютер, принтер і т.п.) підходив кабель Attachment Unit Interface (AUI). Цей інтерфейс використовує 15-контактний дворядний роз'єм D-subminiature з додатковими затискувачами, замість звичайно застосовуваних гвинтів, для втримання роз'єма й зручності монтажу.
Практичне максимальне число вузлів, які можуть бути з'єднані з 10BASE-5 сегментом, обмежено 100. Прийомопередавачі встановлюються тільки з інтервалом в 2,5 метра. Ця відстань приблизно відповідає довжині хвилі сигналу. Підходящі місця установки прийомопередавачі відзначаються на кабелі із чорними мітками.
Кабель повинен прокладатися єдиним цільним сегментом, T-з’єднань не допускається. На кінцях кабелю повинні встановлюватися термінатори 50 Ом.

## Переваги 10BASE5
- кабель добре екранований
- велика довжина сегменту (500м)
- кількість вузлів більша ніж у інших варіантах Ethernet
- порівняно просте підключення станції
- простота переміщення станції

## Недоліки 10BASE5
- висока вартість кабелю і його монтажу
- встановлення ускладнюється необхідністю встановлення трансіверів по всій мережі х прокладкою AUI - кабелю.
- громіздкі кабелі доводиться розміщувати  на стелі або під підлогою.
- необхідно мати спеціальний інструмент для роботи з кабелем.
- втрата роботоздатності мережі при  поганому монтажу.